# Albert Seitz
Pour les articles homonymes, voir Seitz.
Albert Seitz (24 juin 1872 à Besançon - 23 septembre 1937 à Colombes) est un joueur et compositeur d'alto. Il a été à l'orchestre de la Société des concerts du Conservatoire de 1900 à 1932.
Il meurt le 23 septembre 1937 à Colombes, commune où il réside au no 133 bis, avenue Henri Barbusse, et, où il est inhumé. 

## Œuvre
- Un nuage à la lune de miel, Opérette en acte 1 (1896); livret de Charles Frot.
- Lamento pour harmonium et piano (1898).
- Chant dans la nuit, deux pièces pour flûte (ou violon) ou violoncelle et piano, op. 14 (publié en 1901 à Paris par Demets)[4]

1. Aux jours heureux.
2. Évocation.

- Sextet No. 1 pour flûte, hautbois, clarinette, basson, cor et piano, op. 22 No. 1.
- Sextet No. 2 pour flûte, hautbois, clarinette, basson, cor et piano, op. 22 No. 2.
- String Quartet en ut majeur, op. 24.
- Sonate en utmineur pour violon et piano, op. 30 (1904)
- Fantaisie de concert en ré mineur pour violon ou clarinette et piano, op. 31 (1904)
- Deux Pièces pour violon et piano, op. 33

1. Tendresse
2. Danse szekler

- Offertoire, Trio pour violon, harmonium et piano, op. 37 (1899)
- Cloches pascales, Trio pour violon, harmonium et piano, op. 44 (1899)
- Andante cantabile pour clarinette et voix.